# Microsoft Bing
Microsoft Bing ist eine Websuchmaschine von Microsoft und der Nachfolger von Live Search. Bing wurde im Juni 2009 im Beta-Stadium in Betrieb genommen, welches sie am 27. Januar 2012 verließ.

## Funktionen
Bing bietet die Möglichkeit, die Suchanfrage in den Kategorien Bilder, Videos, Nachrichten und Karten anzeigen zu lassen. Unter dem Punkt Shopping wurde in Deutschland das Portal ciao eingebunden.
Die US-Version von Bing hat die meisten Funktionen, andere Landesversionen sind weniger weit ausgebaut.
Im Mai 2012 unterzog Microsoft die Suchmaschine Bing dem größten Redesign seit ihrem Start. Neben optischen Veränderungen stand dabei die stärkere Integration sozialer Netzwerke im Vordergrund. So werden seitdem bei der Suche nach den relevantesten Ergebnissen in einer separat angeordneten Suchleiste Daten von Facebook, Twitter, Quora, Foursquare, LinkedIn, Google+ und anderen Diensten mit einbezogen. Vorerst ist die Neugestaltung der Suche allerdings auf die Nutzung in den USA beschränkt.
Im September 2012 hat Microsoft das Bewertungssystem von Klout in die Suchmaschine Bing integriert. Seitdem werden in einer Spalte rechts neben den Suchergebnissen Personen angezeigt, die sich mit dem gesuchten Thema potentiell besonders gut auskennen und einen hohen Klout Score besitzen.
Für Webmaster werden die kostenlosen Bing Webmaster Tools angeboten, die Websitebetreibern bei der Suchmaschinenoptimierung unterstützen sollen.

## Hintergrund und Strategie

Digitale Assistentin Cortana

Bing ging im Juni 2009 online; seit Juli 2009 besteht eine Kooperation mit Yahoo.
2010 war Bing hinter Google und Yahoo auf dem dritten Platz der „meistbesuchten Suchmaschinen“.
Bing kooperiert ebenfalls mit der nachhaltigen Suchmaschine Ecosia, deren Suchergebnisse sie bereitstellt.
Im Oktober 2010 begann eine Partnerschaft mit Facebook. Dabei beeinflussen Bewertungen von Facebook-Nutzern die Suchalgorithmen. Diese Funktionalität betraf anfangs nur die USA, später auch den deutschsprachigen Raum.
Seit Juli 2011 kooperiert Bing mit Baidu in China. Bing übernimmt die Beantwortung aller englischsprachigen Suchanfragen der chinesischen Suchmaschine. Nach Aussagen von Baidu treten pro Tag rund 10 Millionen englische Abfragen auf.
Ende 2017 wurde verkündet, dass Bing dank künstlicher Intelligenz (KI) zukünftig „schlauere“ Antworten liefern und die Nutzer dadurch noch umfassender informieren soll.
Seit 2020 hat Bing ein neues Logo, welches eine Wortmarke und das Fluent-Design, wie es bereits bei Microsoft Edge verwendet wird, vereint. Bing wurde außerdem offiziell in Microsoft Bing umbenannt.

## Name der Suchmaschine
Während interner Tests durch Microsoft-Mitarbeiter hatte die Suchmaschine den Codenamen Kumo (くも), was von den japanischen Wörtern für Spinne (englisch spider; 蜘蛛; くも, kumo) sowie für Wolke (englisch cloud; 雲; くも, kumo) hergeleitet ist. Damit wird sowohl auf die Art angespielt, wie Suchmaschinen das Internet durchsuchen und wie sie Internetquellen in ihre Datenbank aufnehmen, als auch auf das sogenannte Cloud Computing, eine Rechnerwolke.

## Luftbilder
Zusätzlich bietet Bing auch eine Weltkarte an. Diese Plattform war früher als Virtual Earth bekannt. Sie beinhaltet Kartenmaterial, Routenplanung und eine API für Karten im Internet. Dahinter steht eine proprietäre Datenbank, die gekauftes Material verschiedener Geodaten-Anbieter enthält und bereitstellt.
Bing-Luftbilder stehen den freien Kartenprojekten OpenStreetMap und OpenSeaMap zum Digitalisieren und Erzeugen von Geo-Information zur Verfügung und werden in OpenSeaMap auch als Hintergrundbild verwendet.

## Kritik
Microsoft hat im Dezember 2012 damit begonnen, Bilder in Bing deutlich größer als vergleichbare Suchmaschinen darzustellen. Die sogenannte Modern Image Search ermöglicht es Nutzern, ein Bild in voller Auflösung zu betrachten, ohne die jeweilige Website besuchen zu müssen. Webmaster und Experten haben die neue Funktion kritisiert, da den Betreibern einer Internetpräsenz so Besucher verloren gingen. Zunächst wurde die Bing Modern Image Search nur für Anwender aus den USA freigeschaltet.
Anfang 2020 sorgte ein Update von Office 365 ProPlus für Kritik, welches ungefragt die Browser- und Suchmaschineneinstellungen in Google Chrome auf Bing umstellte. Aufgrund der Kritik zog Microsoft diese Funktion noch im Februar 2020 wieder zurück. Keine Funktion von Microsoft ist hingegen der sogenannte Bing-Weiterleitungsvirus, eine Malware, die Bing auch ungefragt als Startseite und Standardsuchmaschine einrichtet, um den Programmierern der Funktion die eingegebenen Daten zu übermitteln.

### Zensur in China
Bing zensiert in China Suchergebnisse, so wie es von chinesischen Behörden verlangt wird. 2010 erklärte Steve Ballmer, dass Microsoft Inhalte bei Bing lösche, wenn die chinesische Regierung sie für gesetzeswidrig erkläre. Bill Gates kritisierte indirekt den Konkurrenten Google, der sich in Reaktion auf die Zensuraufforderung vom chinesischen Markt zurückzog.

## Integration von ChatGPT (Bing AI)
Microsoft hat bereits seit 2019 in künstliche Intelligenz investiert, u. a. in OpenAI. Das von OpenAI entwickelte ChatGPT erlangte Ende 2022 große Bekanntheit, da der Chatbot von Menschen gestellte Fragen versteht und vergleichsweise natürlich beantworten kann. Der Konzern hat Anfang 2023 angekündigt, ChatGPT in Bing integrieren zu wollen. Anfang Februar 2023 erhielt ein Student den Zugriff auf eine Vorschauversion. Dies war offensichtlich nicht beabsichtigt, Microsoft entfernte den Zugang kurz darauf wieder. In der Vorschauversion wurde das Textfeld vergrößert, da die Nutzer dort komplette Fragen von bis zu 4000 Zeichen Länge eingeben können. Im Gegensatz zu ChatGPT, welches Trainingsdaten bis ins Jahr 2021 enthält, besitzt Bing Zugriff auf aktuelle Daten. Neu ist außerdem, dass die Quellen einer Antwort angegeben werden. Nutzer können daher die Quellen auf Glaubwürdigkeit überprüfen sowie deren korrekte Aufbereitung in der Antwort sicherstellen.
Die Handhabung ist am ehesten mit einem Chatbot zu vergleichen. Der Nutzer stellt eine Frage und erhält eine Antwort von der Suchmaschine. Ähnlich wie bei ChatGPT sind Nachfragen möglich, die sich auf den bestehenden Kontext beziehen. Damit unterscheidet sich das neue auf ChatGPT basierte Bing deutlich von der alten Version. Dort wurden bereits bestimmte Informationen zu einigen Fragen direkt in den Suchergebnissen angegeben. Bislang plant Microsoft nicht, die klassische Suchmaschine abzuschalten. Stattdessen sollen Nutzer sich entscheiden können, ob sie die bisherige Suche oder die neue nutzen, sobald die neue öffentlich verfügbar ist.
Nach dreißig Fragen werden Nutzer darauf hingewiesen, einen neuen Chat anzufangen. Das kann auch passieren, wenn Fragen gestellt werden, die Microsoft nicht für passend und angemessen findet und zensieren möchte.
Es gibt drei Unterhaltungsstile:
- Kreativ: In diesem Modus werden kreative Antworten geliefert, die nicht immer wahr sein müssen
- Ausgewogen: In diesem Modus werden kreative und genaue Antworten geliefert, je nachdem, was gerade passt.
- Genau: In diesem Modus werden genaue Antworten geliefert, die auf Quellen basieren und meistens wahr sind.[26]

Seit Mai 2023 gibt es eine Spracheingabe und Ausgabe. Das heißt, man kann mit Bing AI wie mit einem Sprachassistenten reden. Die Antwort wird dann ebenfalls in Form von Sprache ausgegeben.